# گلنگدن

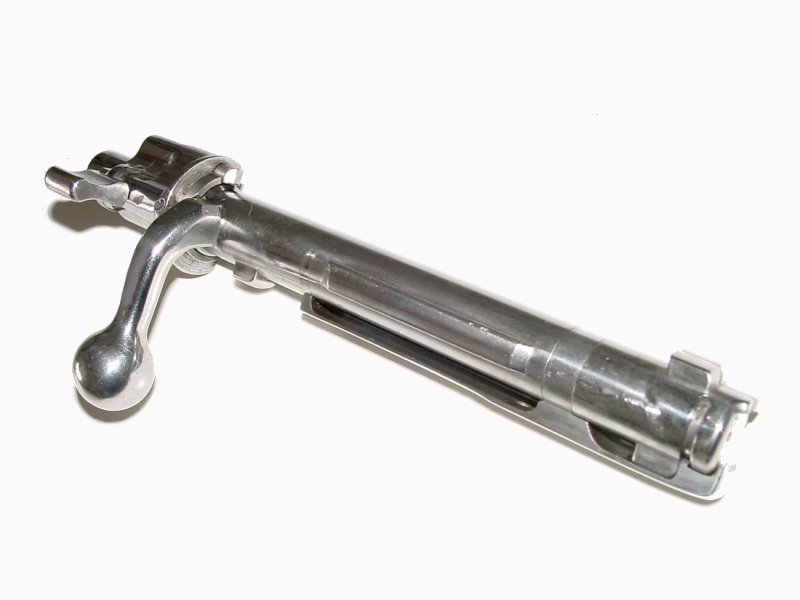
گلنگدن گ۹۸

گَلَنگِدن یا روآیک وسیله‌ای است در برخی از انواع سلاح‌های گرم که کارش جابجا کردن فشنگ در لوله سلاح است. واژهٔ گلنگدن از ترکی گرفته شده و به معنی «آینده و رونده» است. فرهنگستان پیشین زبان فارسی برای گلنگدن برابر «روآیک» را تصویب کرده بود.
گلنگدن معمولاً استوانه‌ای فلزی است که ابزارهای شلیک مثل سوزن و فنر در داخل آن قرار دارد و بر بدنه آن نیز برآمدگی‌هایی (به نام خان) برای قفل کردن آن هنگام شلیک قرار دارد. گلنگدن با دست (در سلاح‌های غیر خودکار) یا به‌طور خودکار (در سلاح‌های خودکار و نیمه خودکار) جلو و عقب می‌رود.
گلنگدن دستی برای راحتی کار شامل دسته‌ای است که روی سلاح دیده می‌شود. در سلاح‌های خودکار و نیمه‌خودکار گلنگدن معمولاً دیده نمی‌شود.
گلنگدن با حرکت به عقب پوکه فشنگ شلیک‌شده را (معمولاً با ناخن فشنگ‌کش) به عقب می‌کشد و به بیرون پرتاب می‌کند. گلنگدن با حرکت به جلو فشنگ تازه را که با فشار فنر از خزانه به جلوی مسیر گلنگدن آمده‌است به داخل جان لوله می‌راند و پس از قفل شدن گلنگدن و چکاندن ماشه سوزنی که داخل گلنگدن قرار دارد با فشار فنر سوزن به چاشنی فشنگ ضربه می‌زند و باعث انفجار خرج چاشنی و خرج فشنگ می‌شود.